# Кучурганский лиман
Кучурга́нский лима́н (Кучурганское озеро, Кучурганское водохранилище; рум. Limanul Cuciurgan, молд. Лиманул Кучурган, укр. Кучурганське водосховище) — пресноводный лиман на границе непризнанного Приднестровья (Молдавия) и Одесской области Украины.
На берегу лимана, с молдавской стороны в 1965 году была построена электростанция Молдавская ГРЭС, использующая лиман как охладитель и неоднократно становившаяся источником загрязнения лимана.

## Гидрография

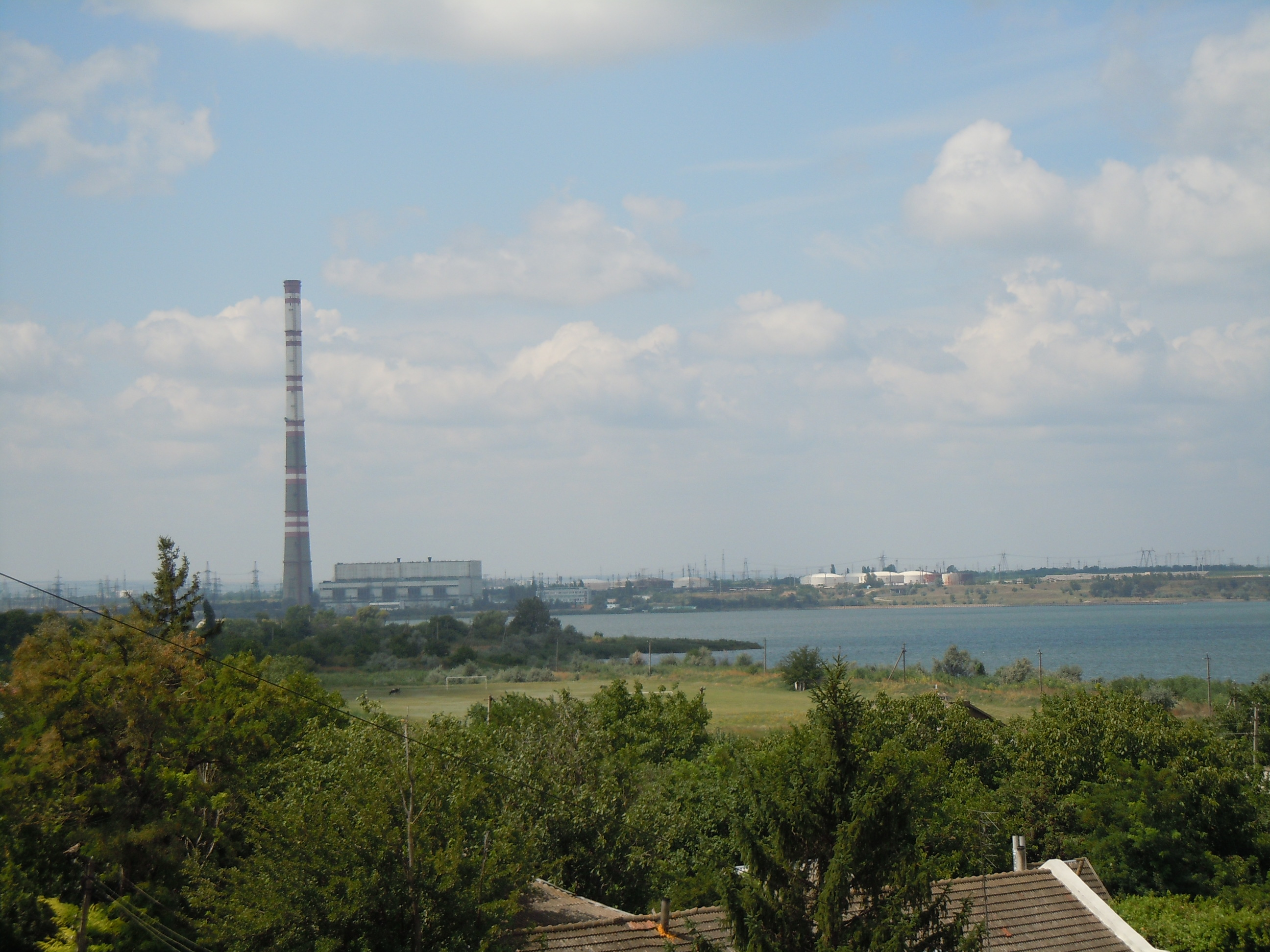
Вид на Молдавскую ГРЭС

Лиман вытянут с севера на юг, его длина — около 17 км. Ширина в северной части — 1,5 км, в южной — около 3 км. Средняя глубина лимана — 3,5 м, максимальная глубина (в южной части) — 4,2 м. Площадь лимана — 2730 га, из которых площадь верхней (северной части) — 580 га, средней — 800 га, нижней — 1350 га. Объём воды в лимане — 78 млн м³ (по состоянию на 1990 г.).
Питание лимана осуществляется впадающей в него пересыхающей рекой Кучурган, а также полыми водами Днестра через его рукав Турунчук. Дно на 80 % покрыто глинистым илом с детритом толщиной 0,5—1,0 м.
Вблизи берегов дно покрыто заиленным песком (15 % площади дна). Прозрачность воды — до 170—210 см.
В зимнее время лиман замерзает, средняя продолжительность замерзания — 70—80 дней.
Толщина льда при этом достигает 10—25 см.

## Фауна
В лимане водится рыба, что способствует его популярности у рыбаков. По состоянию на 2002 год в лимане водятся более 30 видов рыб, в основном представители семейства карповых, окуневых, бычковых. Наиболее часто встречаются лещ, тарань, окунь, густера, краснопёрка, судак, серебряный карась, белый и пёстрый толстолобики, белый амур, уклея, атерина, щука
Также Кучурганский лиман используется для промышленного разведения рыбы. Однако ближе к концу XX века продуктивность рыборазведения сильно снизилась: если в 1985 году суммарный вылов равнялся 160 т (58,7 кг/га), то в 1998 году он равнялся всего лишь 16 т (5,9 кг/га).